# 鹿追町
鹿追町（しかおいちょう）は、北海道河東郡にある町。

## 地名の由来
町名はアイヌ語の「クテクウシ」に由来している。クテクウシの「ク」とは弓の呼び名であるが、この場合は機弓（アマッポ）という意味である。「クテク」とは柵を結んでアマッポーを仕掛けて鹿を猟をする所であり、「クテク・ウシ」（鹿捕り柵、あるもの）のところとなる。これを和訳した地名が「鹿追」である。

## 地理
十勝平野の北西部に位置しており、北は上士幌町、北東に士幌町、南は音更町、南西は芽室町・清水町、西は新得町に接している。町の北辺が大雪山国立公園の区域となっており、ウペペサンケ山、ピシカチナイ山、東西のヌプカウシヌプリなどの山々が林立する高山となっているが、南下するに従って然別湖を水源とする然別川が作った扇状地が広がっている。町内の全域が「とかち鹿追ジオパーク」として「日本ジオパーク」に認定されている。
- 山：ウペペサンケ山 (1,848m) 、糠平富士 (1,835m)、北ペトウトル山 (1,401m) 、南ペトウトル山 (1,345m) 、ピシカチナイ山（1,308m)、東ヌプカウシヌプリ (1,252m) 、西ヌプカウシヌプリ (1,251m) 、然別山 (1,235m)
- 河川：然別川、シイシカリベツ川、オソウシュ川、瓜幕川
- 湖沼：然別湖、駒止湖（西小沼）、東雲湖（東小沼）

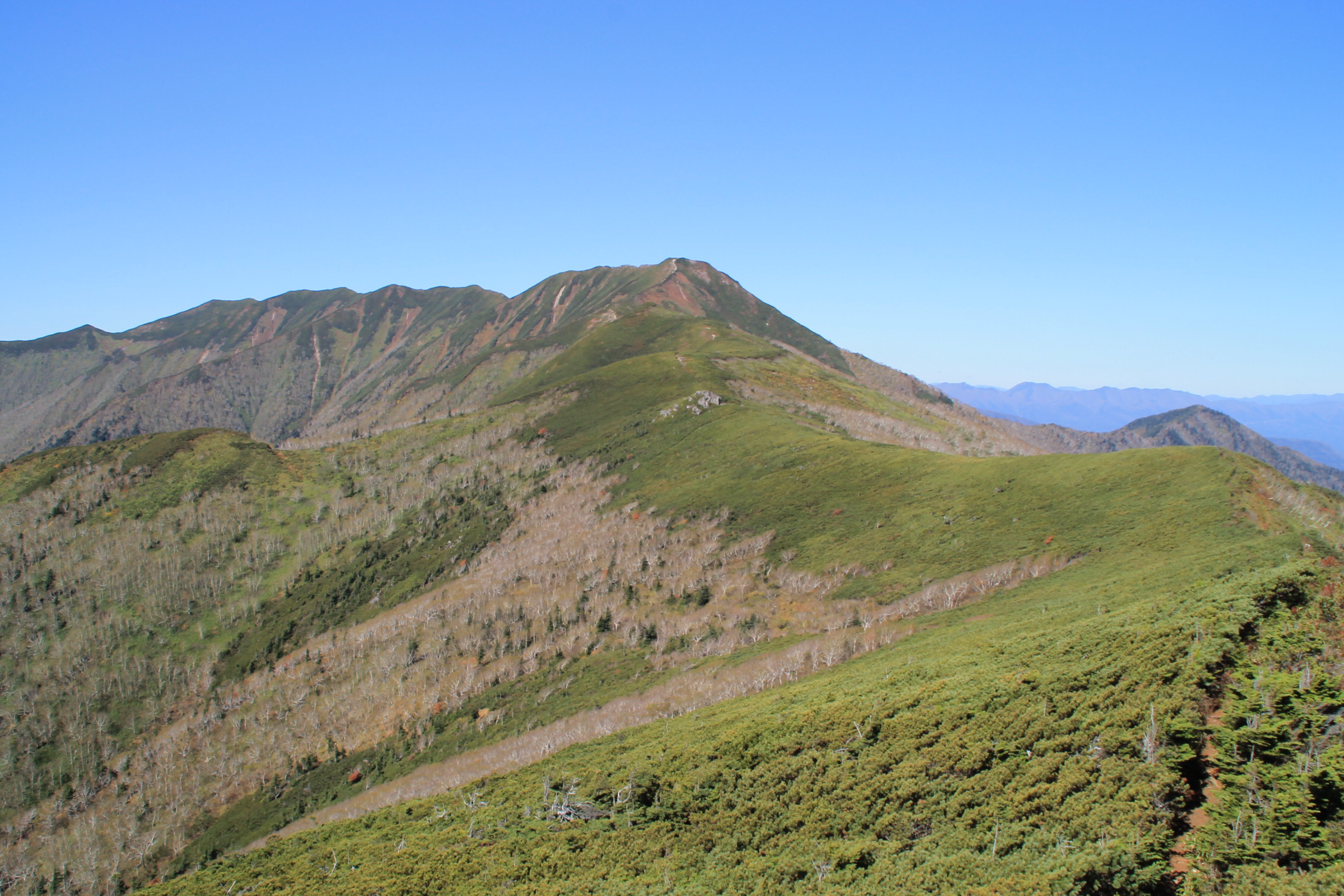
ウペペサンケ山（2014年9月）
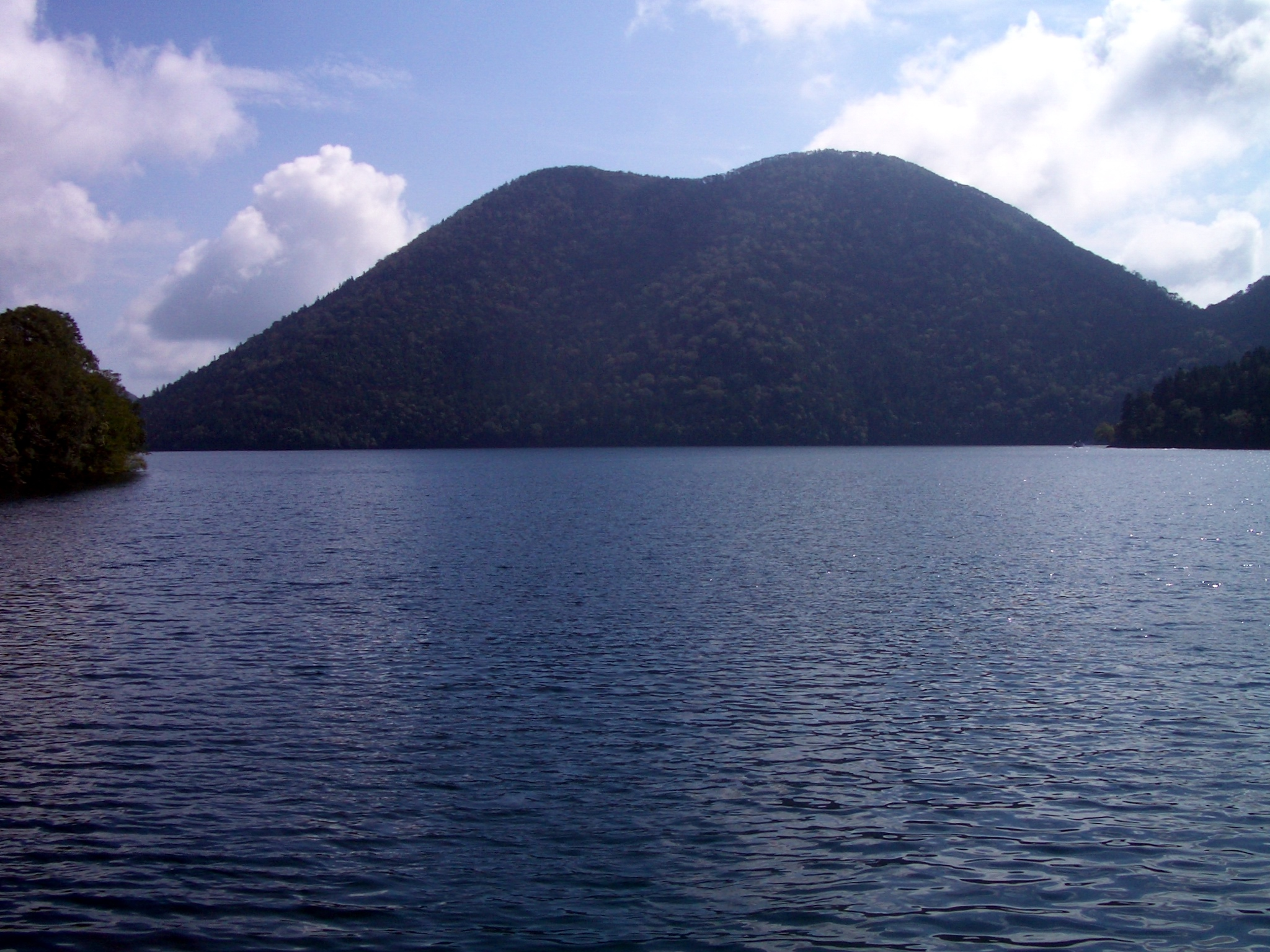
然別湖と天望山（2006年9月）

### 人口
人口は、終戦後に集団疎開者などの入植や自衛隊駐屯地の誘致によって増加し、1961年（昭和36年）には10,778人に達した。その後は、冷害や他産業が発展した影響によって農業者の離農が進み、減少の一途を辿ってきたが、1965年（昭和40年）以降は酪農や寒冷地作物の振興策、農業基盤整備などの施策により、横ばい傾向になっている。
| |                                        |  |
| 鹿追町と全国の年齢別人口分布（2005年） | 鹿追町の年齢・男女別人口分布（2005年） |  |
| ■紫色 ― 鹿追町 ■緑色 ― 日本全国 | ■青色 ― 男性 ■赤色 ― 女性              |  |
| 鹿追町（に相当する地域）の人口の推移 \| 1970年（昭和45年） \| 7,883人 \| \| \| 1975年（昭和50年） \| 6,929人 \| \| \| 1980年（昭和55年） \| 6,744人 \| \| \| 1985年（昭和60年） \| 6,480人 \| \| \| 1990年（平成2年） \| 6,307人 \| \| \| 1995年（平成7年） \| 6,089人 \| \| \| 2000年（平成12年） \| 5,910人 \| \| \| 2005年（平成17年） \| 5,876人 \| \| \| 2010年（平成22年） \| 5,702人 \| \| \| 2015年（平成27年） \| 5,542人 \| \| \| 2020年（令和2年） \| 5,266人 \| \| |                                        |  |
| 総務省統計局 国勢調査より |                                        |  |
| 1970年（昭和45年） | 7,883人                                |  |
| 1975年（昭和50年） | 6,929人                                |  |
| 1980年（昭和55年） | 6,744人                                |  |
| 1985年（昭和60年） | 6,480人                                |  |
| 1990年（平成2年） | 6,307人                                |  |
| 1995年（平成7年） | 6,089人                                |  |
| 2000年（平成12年） | 5,910人                                |  |
| 2005年（平成17年） | 5,876人                                |  |
| 2010年（平成22年） | 5,702人                                |  |
| 2015年（平成27年） | 5,542人                                |  |
| 2020年（令和2年） | 5,266人                                |  |

## 気候
ケッペンの気候区分によると、鹿追町は湿潤大陸性気候に属する。寒暖の差が大きく気温の年較差、日較差が大きい顕著な大陸性気候である。降雪量が多く、豪雪地帯に指定されている。
冬季は-20℃前後の気温が観測されることが珍しくなく、寒さが厳しい。1月の平均最低気温は-11.9度と、隣接する新得町と同じように十勝の中では冷え込みが弱い。
| 鹿追（1991年 - 2020年）の気候      | 鹿追（1991年 - 2020年）の気候 | 鹿追（1991年 - 2020年）の気候 | 鹿追（1991年 - 2020年）の気候 | 鹿追（1991年 - 2020年）の気候 | 鹿追（1991年 - 2020年）の気候 | 鹿追（1991年 - 2020年）の気候 | 鹿追（1991年 - 2020年）の気候 | 鹿追（1991年 - 2020年）の気候 | 鹿追（1991年 - 2020年）の気候 | 鹿追（1991年 - 2020年）の気候 | 鹿追（1991年 - 2020年）の気候 | 鹿追（1991年 - 2020年）の気候 | 鹿追（1991年 - 2020年）の気候 |
| 月                                 | 1月                           | 2月                           | 3月                           | 4月                           | 5月                           | 6月                           | 7月                           | 8月                           | 9月                           | 10月                          | 11月                          | 12月                          | 年                            |
| ---------------------------------- | ----------------------------- | ----------------------------- | ----------------------------- | ----------------------------- | ----------------------------- | ----------------------------- | ----------------------------- | ----------------------------- | ----------------------------- | ----------------------------- | ----------------------------- | ----------------------------- | ----------------------------- |
| 最高気温記録 °C （°F）             | 7.4 (45.3)                    | 13.1 (55.6)                   | 16.9 (62.4)                   | 27.8 (82)                     | 36.5 (97.7)                   | 36.0 (96.8)                   | 37.4 (99.3)                   | 35.7 (96.3)                   | 34.0 (93.2)                   | 28.5 (83.3)                   | 20.2 (68.4)                   | 14.2 (57.6)                   | 37.4 (99.3)                   |
| 平均最高気温 °C （°F）             | −2.5 (27.5)                   | −1.7 (28.9)                   | 2.9 (37.2)                    | 10.4 (50.7)                   | 16.9 (62.4)                   | 20.4 (68.7)                   | 23.3 (73.9)                   | 24.3 (75.7)                   | 20.8 (69.4)                   | 14.5 (58.1)                   | 6.9 (44.4)                    | −0.2 (31.6)                   | 11.3 (52.3)                   |
| 日平均気温 °C （°F）               | −6.7 (19.9)                   | −6.2 (20.8)                   | −1.6 (29.1)                   | 5.0 (41)                      | 11.0 (51.8)                   | 14.8 (58.6)                   | 18.5 (65.3)                   | 19.6 (67.3)                   | 15.9 (60.6)                   | 9.5 (49.1)                    | 2.8 (37)                      | −3.9 (25)                     | 6.6 (43.9)                    |
| 平均最低気温 °C （°F）             | −11.9 (10.6)                  | −11.8 (10.8)                  | −6.5 (20.3)                   | −0.2 (31.6)                   | 5.5 (41.9)                    | 10.1 (50.2)                   | 14.5 (58.1)                   | 15.6 (60.1)                   | 11.5 (52.7)                   | 4.7 (40.5)                    | −1.3 (29.7)                   | −8.2 (17.2)                   | 1.8 (35.2)                    |
| 最低気温記録 °C （°F）             | −26.3 (−15.3)                 | −25.2 (−13.4)                 | −21.3 (−6.3)                  | −12.4 (9.7)                   | −4.3 (24.3)                   | 0.0 (32)                      | 4.6 (40.3)                    | 6.2 (43.2)                    | 1.4 (34.5)                    | −3.9 (25)                     | −12.4 (9.7)                   | −19.0 (−2.2)                  | −26.3 (−15.3)                 |
| 降水量 mm （inch）                 | 34.1 (1.343)                  | 27.7 (1.091)                  | 41.5 (1.634)                  | 54.4 (2.142)                  | 83.9 (3.303)                  | 81.9 (3.224)                  | 128.7 (5.067)                 | 168.4 (6.63)                  | 141.7 (5.579)                 | 88.2 (3.472)                  | 56.5 (2.224)                  | 45.9 (1.807)                  | 952.8 (37.512)                |
| 平均降水日数 （≥1.0 mm）           | 6.7                           | 6.3                           | 8.0                           | 9.0                           | 9.8                           | 10.3                          | 12.4                          | 12.7                          | 11.7                          | 9.9                           | 9.2                           | 8.2                           | 114.2                         |
| 平均月間日照時間                   | 153.0                         | 152.5                         | 189.4                         | 181.4                         | 176.2                         | 133.8                         | 113.7                         | 119.8                         | 139.9                         | 160.6                         | 140.2                         | 133.6                         | 1,794.3                       |
| 出典1：Japan Meteorological Agency |                               |                               |                               |                               |                               |                               |                               |                               |                               |                               |                               |                               |                               |
| 出典2：気象庁                      |                               |                               |                               |                               |                               |                               |                               |                               |                               |                               |                               |                               |                               |

## 歴史
鹿追町は、1902年（明治35年）に東京の山田松次郎が現在の下市街付近に入植したことが始まりであると言われている。1913年（大正2年）には駅逓所が開設し、本州各地から移住団体などが入植することで次第にまちづくりが進んでいった。
- 1858年（安政05年） - 松浦武四郎がトカチ内陸を探検し、音更地内に立ち入る。
- 1874年（明治07年） - アメリカ人のベンジャミン・スミス・ライマンが、大雪山方面から十勝入りして音更川を踏査。
- 1879年（明治12年） - 大川宇八郎が音更に入地。アイヌとの交易を始める。
- 1894年（明治27年） - 増田立吉が下士幌で水稲試作。
- 1896年（明治29年） - 帯広 - 音更間の道路建設（現在の国道241号）。
- 1901年（明治34年） - 下帯広外11村戸長役場から分離し、音更外2村戸長役場の管轄となる。
- 1906年（明治39年） - 音更外2村戸長役場を廃止し、音更村として北海道2級町村制施行。
- 1921年（大正10年） - 音更村から分村し、鹿追村となる。
- 1923年（大正12年） - 河西鉄道（のちの十勝鉄道）が敷設し、ビートの輸送開始[3]。
- 1928年（昭和03年） - 北海道拓殖鉄道による鹿追駅開業（1968年廃止）。
- 1929年（昭和04年） - 瓜幕駅開業（1968年廃止）。
- 1959年（昭和34年） - 町制施行し、鹿追町となる。
- 1972年（昭和47年）6月 - 白蛇姫まつり、初開催。
- 1985年（昭和60年） - カナダアルバータ州のストニィプレイン町と姉妹提携[3]。
- 1990年（平成02年） - 瓜幕ライディングパークオープン[3]。
- 1993年（平成05年） - 北海道道735号清水鹿追線と北海道道35号本別新得線の一部が国道274号に昇格[3]。鹿追町民ホールオープン[3]。神田日勝記念館オープン[3]。鹿追町トリムセンターオープン[3]。
- 1998年（平成10年） - 長崎県北松浦郡鹿町町と姉妹提携（2010年提携解消）[3]。健康温水プールしかおいオープン[3]。
- 2001年（平成13年） - 『国際花サミット』開催[3][5]。
- 2003年（平成15年） - 『しかおい花フェスタ』初開催[3]。道の駅しかおいオープン。
- 2004年（平成16年） - 『全国花のまちづくりコンクール』市町村部門において、まちづくり大賞（国土交通大臣賞）受賞[3][6]。
- 2005年（平成17年） - 『花のまちづくり国際コンクール』にエントリーし、最高ランク「5つ花」獲得[3][7]。道の駅うりまくオープン。
- 2007年（平成19年） - 鹿追町環境保全センター設置[3]。
- 2010年（平成22年） - 「鹿追町まちづくり基本条例」制定[3]。『ふるさとイベント大賞』において『2009しかりべつ湖コタン』が最高賞（総務大臣表彰）受賞[3]。『農業農村整備優良地区コンクール』において「鹿追町環境保全センター」が農村振興局長賞受賞[3]。『姉妹都市自治体交流表彰（総務大臣賞）』受賞[3]。
- 2012年（平成24年） - 『過疎地域自立活性化優良事例表彰（全国過疎地域自立促進連盟会長賞）』受賞[3]。
- 2013年（平成25年） - とかち鹿追ジオパークが「日本ジオパーク」認定。
- 2016年（平成28年） - 十勝圏域6消防本部を統合したとかち広域消防事務組合業務開始。

## 姉妹都市
- ストニィプレイン町（カナダアルバータ州）
  - 1985年（昭和60年）8月26日提携[8]

## 行政
- 鹿追町役場
  - 瓜幕支所

## 議会
- 議員定数：11人
- 議会
  - 定例会（3・6・9・12月）
  - 臨時会
- 委員会
  - 総務文教常任委員会
  - 産業厚生常任委員会
  - 広報広聴常任委員会
  - 議会運営委員会
  - 特別委員会

## 官公署
国の機関
- 国土交通省
  - 北海道開発局帯広開発建設部鹿追地域農業開発事業所
- 防衛省
  - 陸上自衛隊
    - 鹿追駐屯地
    - 然別演習場

道の機関
- 十勝総合振興局帯広建設管理部鹿追出張所

## 公共施設
- 鹿追町民ホール
- 神田日勝記念美術館
- 鹿追町図書館
  - 郷土資料室
- 鹿追町ピュアモルトクラブハウス
- 鹿追町農業振興センター
- 鹿追町広域総合交流促進施設
- 瓜幕活性化施設
- うりまく夢創造館（ものづくり体験工房）
- 鹿追自然体験留学センター
- 鹿追町トリムセンター
- 鹿追町総合スポーツセンター
- 鹿追町営ソフトボール場
- 鹿追町営野球場
- 鹿追町町営テニスコート
- 鹿追町弓道場
- 鹿追町営総合グラウンド
- 健康温水プールしかおい
- 鹿追町瓜幕プール
- 鹿追町ライディングパーク
- 鹿追町営牧場
- 鹿追町ひまわりセンター
- 鹿追町環境保全センター
- 笹川墓地
- 鹿追町葬斎場

## 公的機関
警察
- 新得警察署鹿追駐在所、瓜幕駐在所

消防
- とかち広域消防事務組合鹿追消防署

病院
- 鹿追町国民健康保険病院

電力
- 北海道電力然別第一発電所
- 鹿追町
  - 鹿追町環境保全センター
  - 瓜幕バイオガスプラント

## 教育機関
高等学校
- 北海道鹿追高等学校

中学校
- 鹿追町立鹿追中学校
- 鹿追町立瓜幕中学校

小学校
- 鹿追町立鹿追小学校
- 鹿追町立笹川小学校
- 鹿追町立上幌内小学校
- 鹿追町立瓜幕小学校
- 鹿追町立通明小学校

認定こども園
- 鹿追町立認定こども園しかおい

保育所
- 鹿追町立瓜幕保育所
- 鹿追町立通明保育所
- 鹿追町立上幌内保育所

## 経済・産業
鹿追町の農業は酪農と畑作が主体であり、一部で混合経営が営まれている。基幹作目は牛乳、甜菜、馬鈴薯、豆類、小麦、飼料などであり、適正な輪作の確立と肉用牛の飼養などによる地力の増進を図っている。また、最近ではキャベツやアスパラガスなどの野菜の栽培にも力を入れている。土地基盤整備は「農業近代化施設整備事業」によって生産の合理化を進めるため、高能率大型機械や生産施設を導入しており、生産組織の育成と集団活動の推進を図っている。また、コントラクター（農作業請負集団）を整備し、経営の弾力性、ゆとりの創出などを目指している。2007年（平成19年）にはバイオマスを有効資源として活用するため、バイオガスのプラントを核とする「鹿追町環境保全センター」が稼働開始した。2016年（平成28年）には瓜幕地区にもバイオガスプラントを整備しており、再生可能エネルギーを推進するとともに地域資源による循環型社会の構築を目指している。
組合
- 鹿追町農業協同組合（JA鹿追町）[11]
- 北海道農業共済組合（NOSAI北海道）鹿追家畜診療所[12]

スーパーマーケット
- 福原（アークスグループ）
  - フクハラ鹿追店
- JA鹿追町
  - Aコープ鹿追店

金融機関
- 帯広信用金庫鹿追支店
- JAバンク北海道（北海道信用農業協同組合連合会）JA鹿追町本所

郵便局
- 鹿追郵便局（集配局）
- 瓜幕郵便局

宅配便
- ヤマト運輸十勝清水センター（所在地は清水町）
- 佐川急便帯広営業所（所在地は帯広市）

## 交通

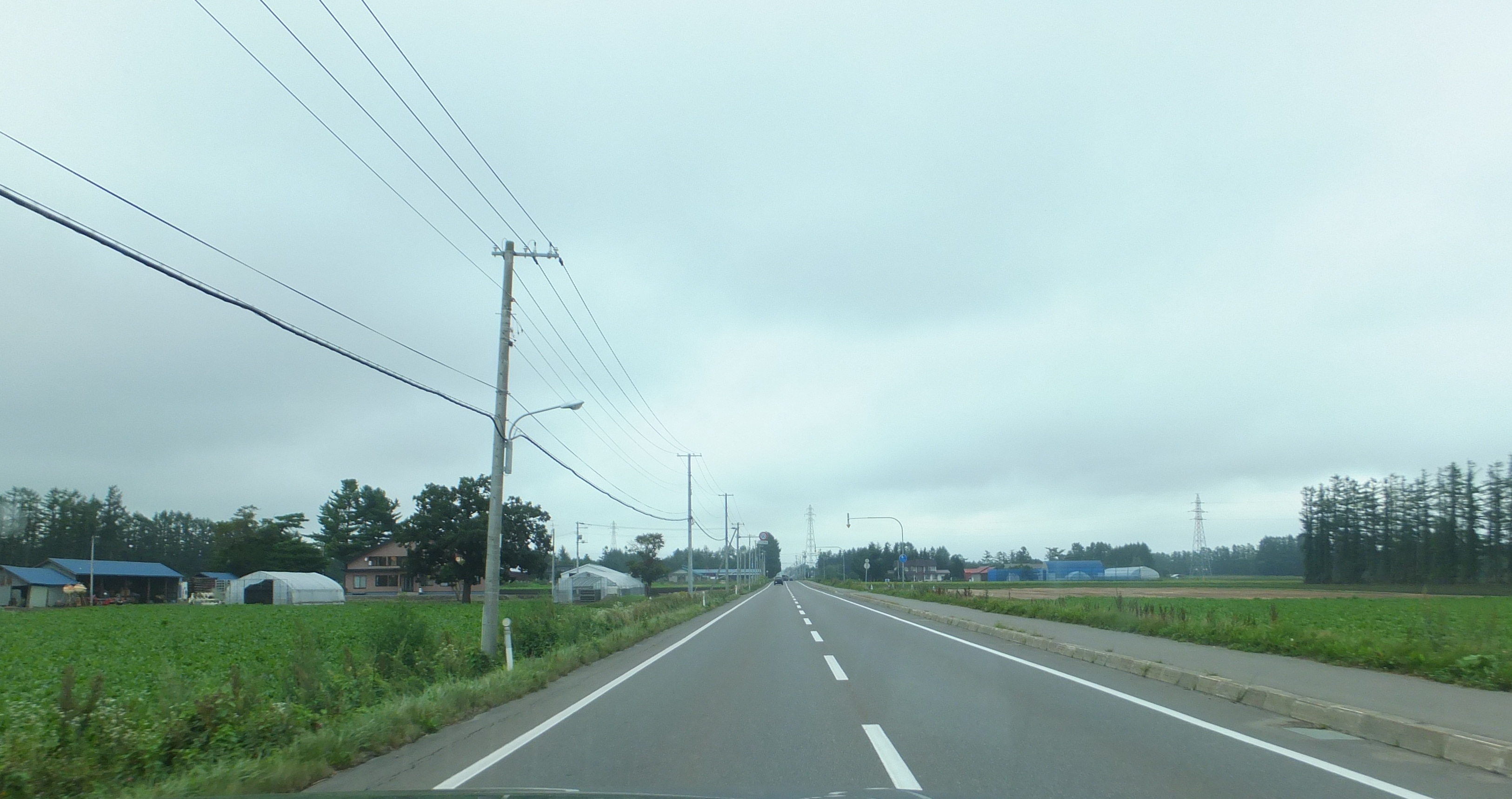
笹川付近の国道274号（2012年9月）

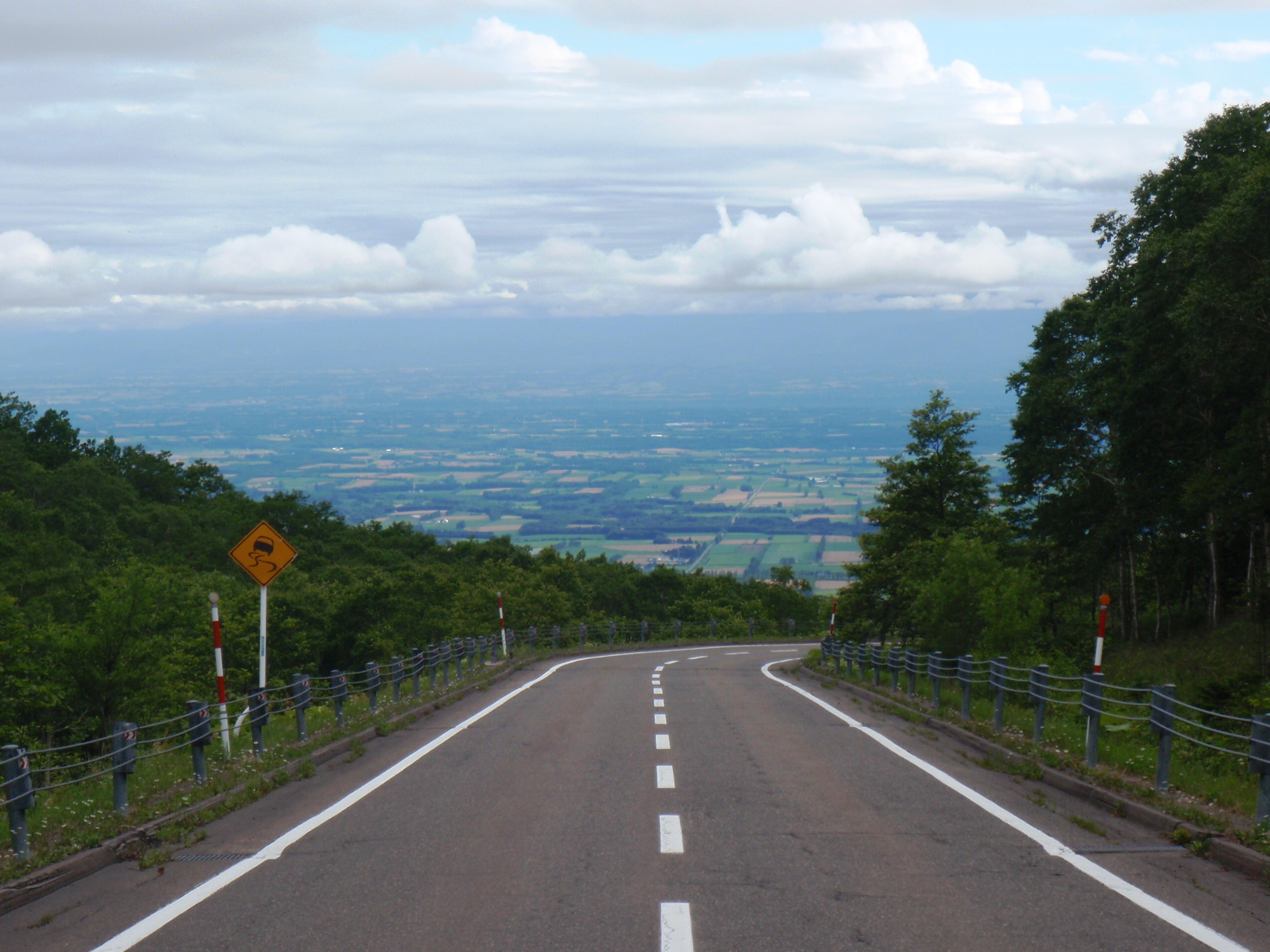
白樺峠から十勝平野を望む（2011年7月）

### 鉄道
町内を鉄道路線は通っていない。鉄道を利用する場合の最寄り駅は、JR北海道石勝線および根室本線の新得駅。

#### 廃止された鉄道
かつては新得駅から接続していた北海道拓殖鉄道が運行していたが、1968年（昭和43年）に廃止となっている。また、十勝清水駅から接続していた十勝鉄道（清水部線）はそれより前の1951年（昭和26年）に廃止となっている。

### バス
- 北海道拓殖バス

### タクシー
- 鹿追ハイヤー

### 道路
町内を通る幹線道路は、シーニックバイウェイの「十勝平野・山麓ルート」になっている。
- 一般国道
  - 国道274号
- 都道府県道
  - 北海道道54号東瓜幕芽室線
  - 北海道道85号鹿追糠平線
    - 白樺峠、幌鹿峠

  - 北海道道133号音更新得線
  - 北海道道416号鹿追停車場線
  - 北海道道593号屈足鹿追線
  - 北海道道661号士幌然別湖線（士幌高原道路。認定のみで鹿追町側は建設中止）
  - 北海道道771号笹川士幌線
  - 北海道道1088号然別峡線
- 道の駅
  - しかおい
  - うりまく

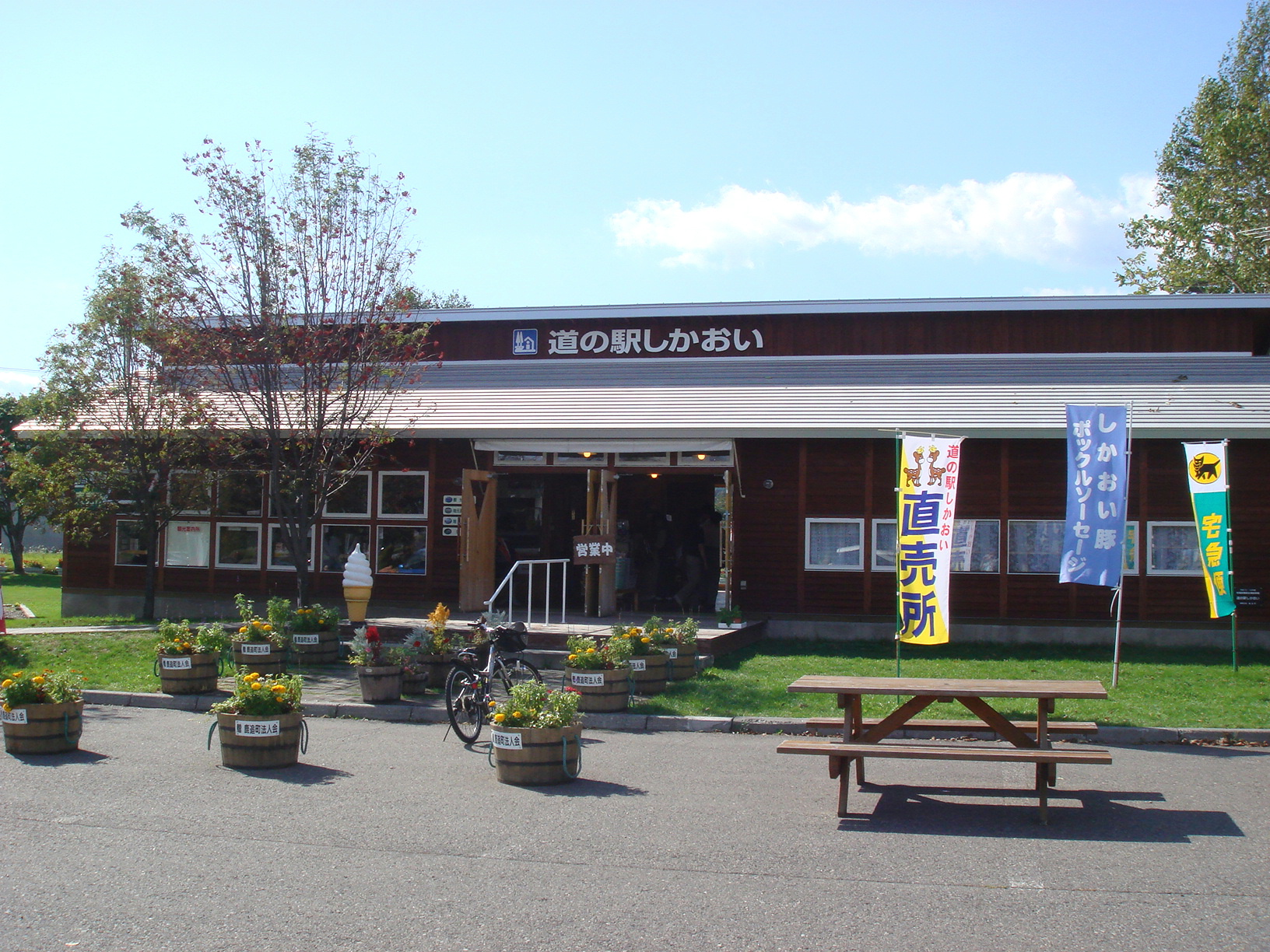
道の駅しかおい（2008年9月）
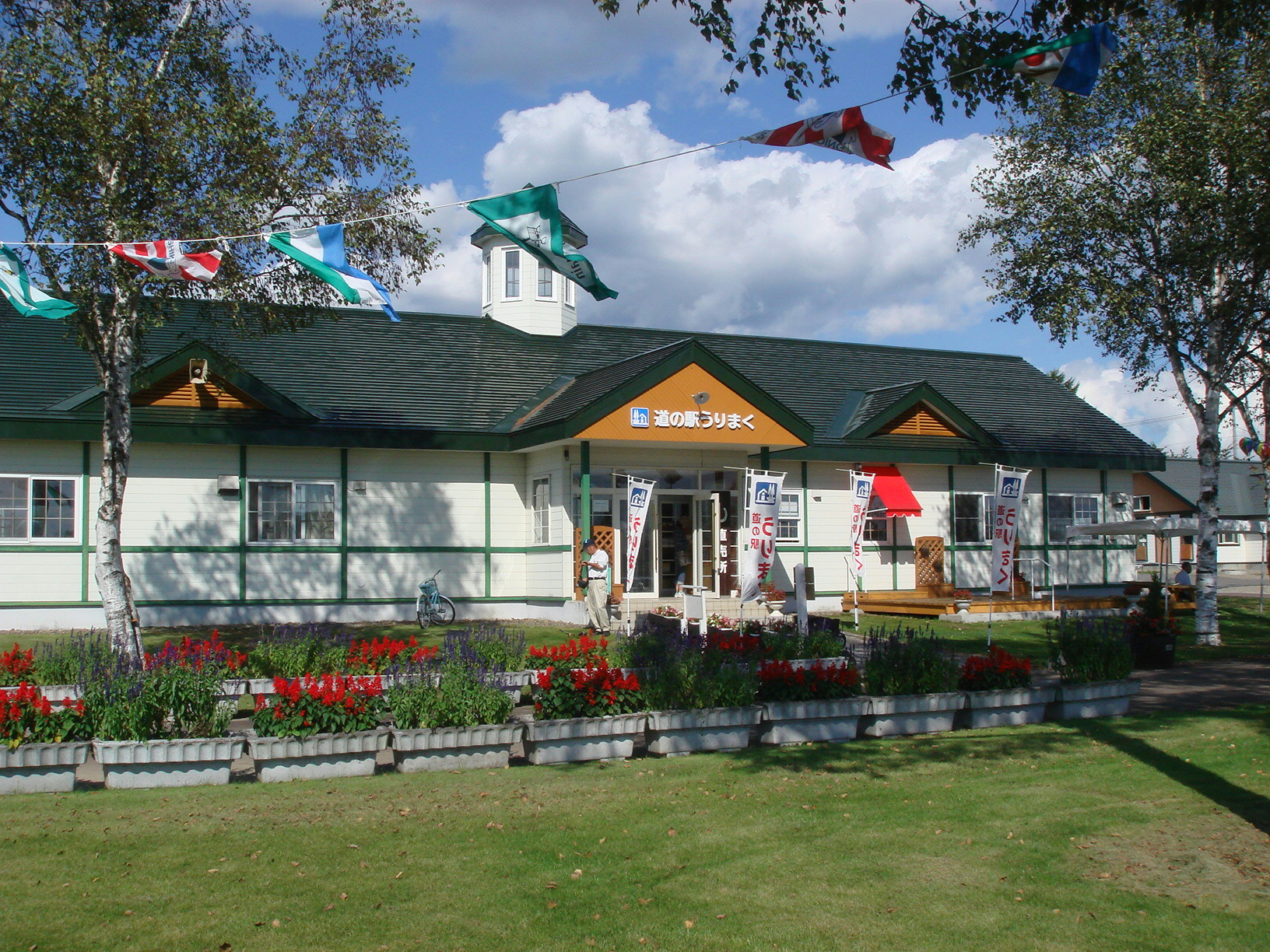
道の駅うりまく（2008年9月）

### 船舶
- 然別湖畔温泉ホテル風水
  - 然別湖遊覧船

## 文化財
道指定
- 天然記念物
  - 然別湖のオショロコマ生息地

町指定
- 有形文化財
  - 拓鉄と河西鉄道の交差橋台跡
  - 北海道拓殖鉄道蒸気機関車

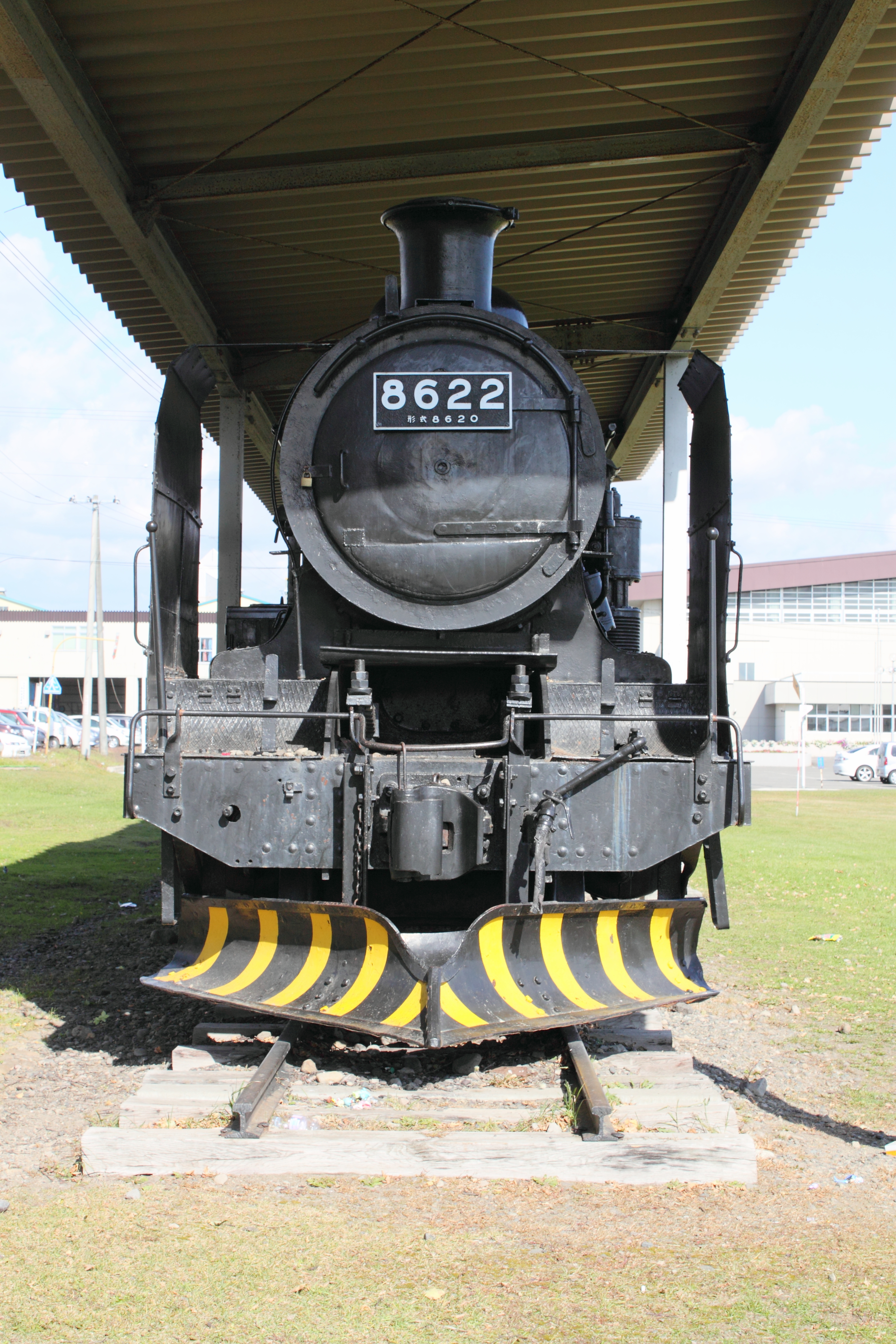
北海道拓殖鉄道8622号機（8620形蒸気機関車）（2009年10月）

- 無形文化財
  - 白蛇姫舞
- 天然記念物
  - 然別火山群のオパール産地

## 観光・レジャー
- 道の駅しかおい
- 神田日勝記念美術館
- 福原記念美術館
- 拓鉄鉄道鹿追駅跡
- 鹿追町経済観光交流館（ほほえみプラザ）
- しかりべつ川公園パークゴルフ場
- 鹿追町運動公園スキー場
- 道の駅うりまく
- 鹿追町ライディングパーク
- とかち鹿追ジオパーク会館
- 福原山荘[14]
- 扇ヶ原展望台
- 然別湖
- 然別湖ネイチャーセンター[15]
- 然別湖畔温泉
- 然別湖北岸野営場
- 東雲湖（東小沼）
- 然別峡
- 然別峡野営場（鹿の湯）
- かんの温泉

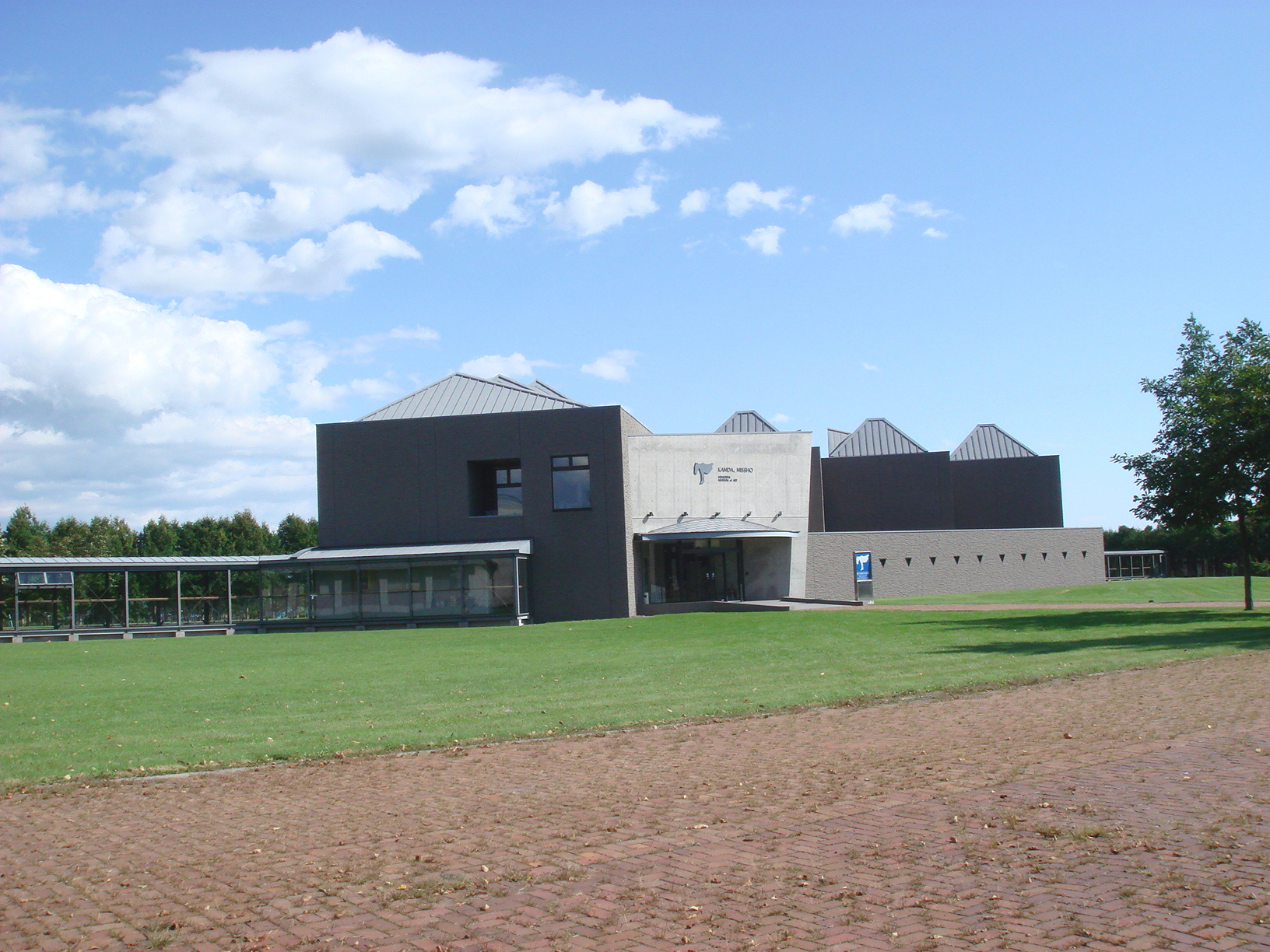
神田日勝記念美術館（2008年9月）
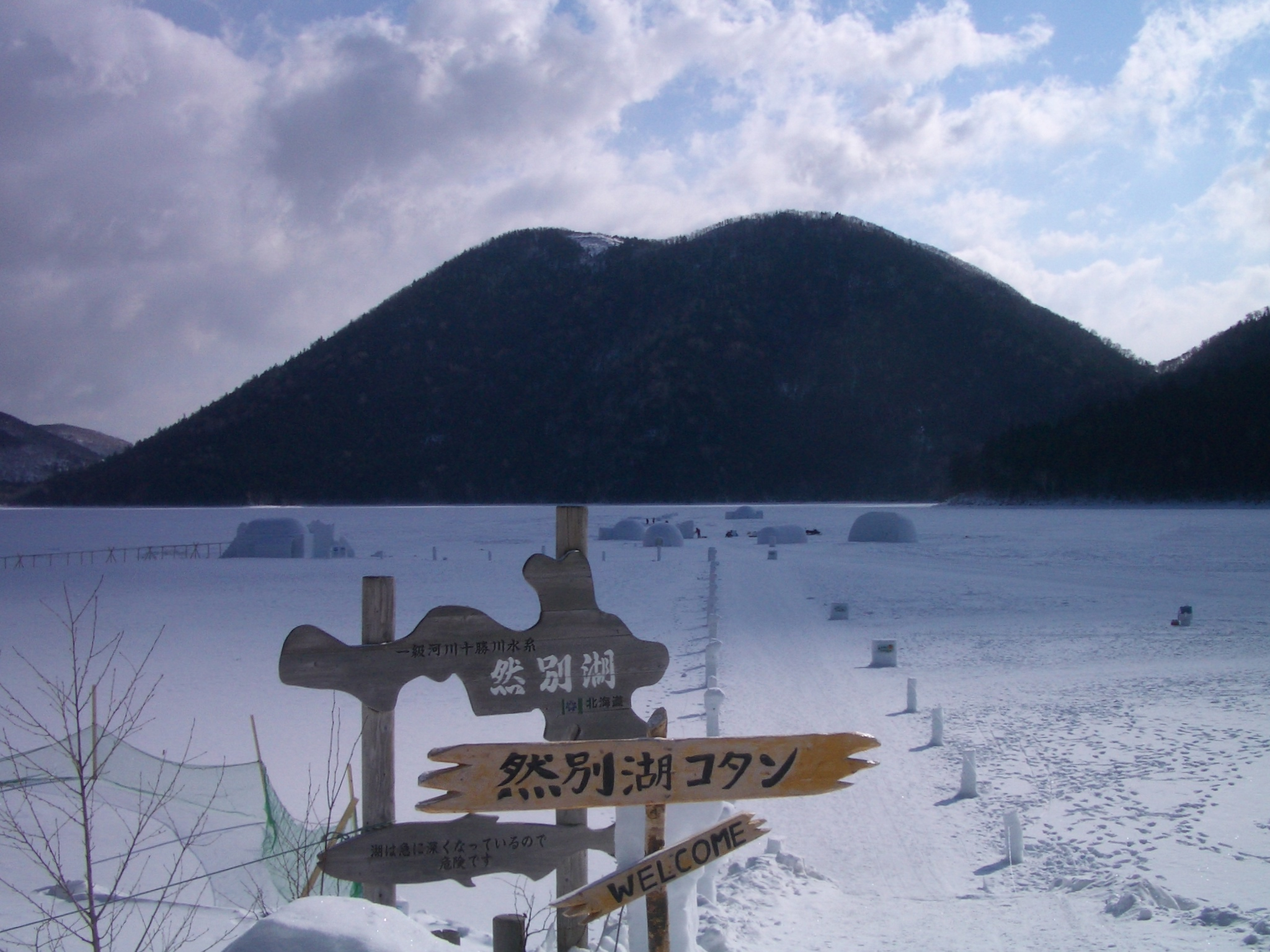
冬の然別湖（2008年2月）
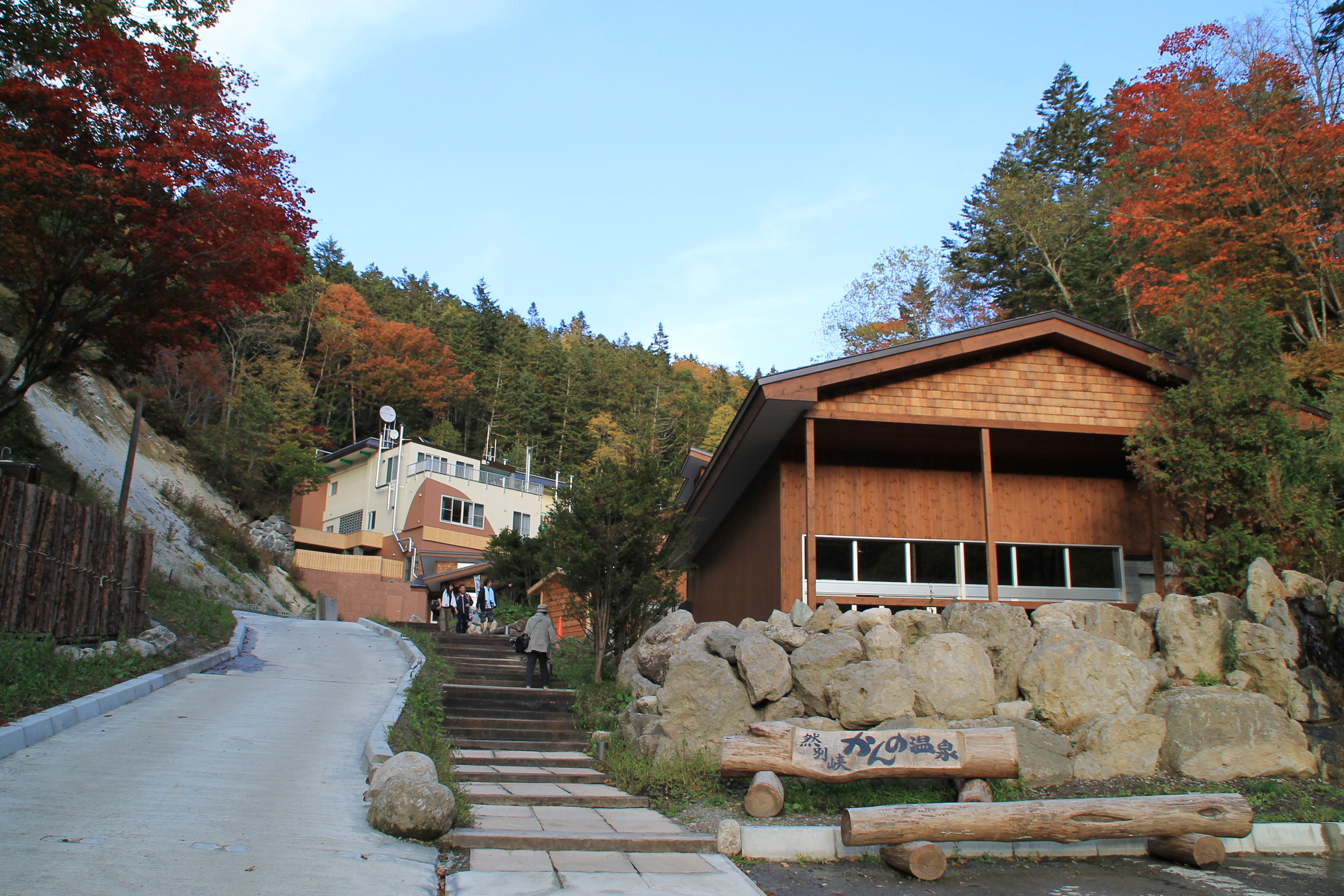
かんの温泉（2014年10月）

## 祭事・催事
- しかりべつ湖コタン（1月下旬から3月）
- しかおい花市（5月下旬）
- 然別湖湖水開き（6月中旬）
- しかおい花フェスタ（7月）
- 白蛇姫まつり（7月第1土曜日）
- 鹿追町民花火大会（7月下旬）
- 鹿追町競ばん馬競技大会（7月下旬）
- しかおい秋まつり（鹿追神社秋季例大祭）（9月中旬）
- 全日本エンデュランス馬術大会（9月中旬）
- 鹿追町ふるさと産業まつり（9月下旬）
- 鹿追そばまつり（10月上旬）
- 鹿追町民文化祭（10月下旬から11月上旬）

## 名産・特産
- 鹿追そば
- オショロコマ
- 小豆
- トウモロコシ
- 木工工芸品
- 鹿追焼き

## 鹿追町が舞台（ロケ地）となった作品
映画
- 『女はバス停で服を着替えた』[3]
- 『おしゃべりな写真館』[16]

ドラマ
- 『マッサン』
- 『永遠のニシパ 〜北海道と名付けた男 松浦武四郎〜』
- 『キリエのうた』

## 人物
50音順

### 出身人物
- 鐘下辰男（劇作家、演出家）
- 西本和人（元プロ野球選手）

### ゆかりのある人物
- 神田日勝（農民、画家）
- 松崎紅愛

## 町民憲章・宣言・町歌
鹿追町町民憲章
宣言
- 青色申告と諸税完納の町宣言（昭和57年3月16日制定）[18]
- 防犯の町宣言（昭和63年12月19日制定）[18]
- 農畜産物の国内自給促進の町宣言（平成5年3月24日制定）[18]
- 健康づくりの町宣言（平成6年12月20日制定）[18]
- 核兵器廃絶平和都市宣言（平成7年6月29日制定）[18]
- 鹿追町環境美化宣言（平成12年9月1日制定）[18]

鹿追町町歌
- 昭和25年制定[19]